# عبد المجيد الرهيدي
عبد المجيد الرهيدي (18 نوفمبر 1984 -)، ممثل سعودي. حاصل على بكالوريوس علوم المسرح - شعبة التمثيل والإخراج من جامعة 6 أكتوبر في مصر التابعة للمعهد العالي للفنون المسرحية، بدأ في عام 1998 مجالات الفن بشكل عام كـ مسرح تمثيل وإخراج، قام ببطولة مسرحيات وشارك بمسلسلات تلفزيونية وأفلام سينمائية مصرية.

## المولد والنشأة
منذ الصغر انضم إلى (النشاط المسرحي) بمدرسة الحسين بن علي الثانوية - بمكة المكرمة وتخرج منها
بدأ في عام 1999م عمله في مجالات الفن بشكل عام كـ تمثيل وإخراج في المسرح (الحكومي والخاص)، كما حصل على العديد من شهادات التقدير لمشاركاته في الفعاليات والأنشطة الاجتماعية من وزارة التعليم بمنطقة مكة المكرمة وجمعية الكشافة العربية السعودية وجهات حكومية بالعاصمة المقدسة في البدايات، ثم تدرج بعد ذلك في نشاطه الفني بالمسرح التفاعلي والعمل الميداني الفني بشكل عام بمنطقة مكة المكرمة ومحافظاتها وأبرزها جدة وينبع إلى أن شارك بعض زملائه في صناعة مهرجانات خاصة بالمسارح أو الكرنفالات (كـ خدمات إنتاجية) مثل الدفاع المدني والمرور والشرطة ووزارة الصحة وبعض المناسبات بالأيام العالمية (كــ اليوم العالمي للسكر وحملات تطوعية مع جمعيات خيرية، في بداية عام 2005م قام بأول بطولة مسرحية مطلقة له في المملكة العربية السعودية بمدينة جدة مسرحية (الليلة دربكة) أمام «عرابه» الممثل المصري حسن حسني فأعجب به، بعدها اصطحبه ليدرس فن التمثيل بجمهورية مصر العربية ليتتلمذ على يد فنانين وممثلين أكاديميين ومنهم د. سعد اردش ود. محمد عبد المعطي وأ.د أحمد سخسوخ ود. مصطفى حشيش وأ.د خليل مرسي ود. أحمد عبد الحليم - بإشراف «الأب الروحي» له معلمه الممثل حسن حسني ومتابعته له خلال دراسته، وأصبح مقيم في مصر للعمل والدراسة في نفس مجاله، قام بتمثيل بعض الأدوار خلال فترة دراسته بالقاهرة وتنقل بين محافظات جمهورية مصر لـ يعمل ويمارس تخصصه في بعض شركات الإنتاج المصرية كممثل (مسرح – تلفيزيون – سينما – إذاعة) بأدوار ثانوية بجانب الممثلين المصريين والسوريين العرب ومنهم عبد المنعم مدبولي وحسن حسني وحسن مصطفى ومحمد نجم وأحمد راتب وغادة عبد الرازق وعباس النوري وجهاد سعد ومحمود القلعاوي وكذلك قام ببطولة مسرحيات ومسلسلات سعودية ومصرية وشارك أيضاً في أفلام سينمائية مصرية، رجع إلى المملكة العربية السعودية بعد تخرجه لـ يمارس عمله كممثل محترف «متفرغ» وتعاقد مع عدد من شركات الإنتاج السعودية بعمل برامج ومسلسلات درامية على (اليوتيوب السعودي) من عام 2011 م إلى الآن..

## المؤهل العلمي
حاصل على بكالوريوس في علوم المسرح شعبة «التمثيل والإخراج» من جامعة 6 أكتوبر - التابعة (للمعهد العالي للفنون المسرحية) بجمهورية مصر العربية بتاريخ 12 يونيو 2010 معتمدة ومصادق عليها من الملحقية الثقافية السعودية بالقاهرة ووزارة التعليم العالي بالمملكة العربية السعودية.

## أعماله

### أعماله (المسرحية) في المملكة العربية السعودية
- مسرحية (خرافات مشمش ورمان) تم عرضها في جدة وينبع - صيف 2002.
- مسرحية (أحلام كوكو) تم عرضها في مكة المكرمة وجدة - صيف 2003.
- مسرحية (سحلب أبو لبن) تم عرضها في جدة - عيد الفطر 2003.
- مسرحية (الوزه فين) بطولة الممثل المصري وحيد سيف تم عرضها في جدة – عيد الفطر 2004.
- مسرحية (أخر شقاوه) بطولة الممثل المصري عبد المنعم مدبولي تم عرضها في جدة - صيف 2004 و 2005.
- مسرحية (الليلة دربكة) بطولة حسن حسني تم عرضها في جدة - عيد الفطر 2005.
- مسرحية (تهامي كول) بطولة حسن حسني تم عرضها بمهرجان الكوميديا الدولي في أبها - صيف 2010.
- مسرحية (صنع فــي السعودية) تم عرضها في جدة - صيف 2011.
- مسرحية (تسجيل دخول)بطولة عبد المجيد الرهيدي، أحمد العونان، خالد العجريب، أميرة محمد، حيد العبد الله، سامر الخال، لمياء عبد العزيز2019- -شاهد VIP[2][3]
- مسرحية (الذيب في القليب) بطولة الممثل ناصر القصبي وراشد الشمراني تم عرضها في الرياض - شتاء 2019.[4][5]
- مسرحية (بخصوص بعض الناس) بطولة ناصر القصبي. 2022.

### أعماله في المملكة العربية السعودية
- مسلسل (مباشر ولكن) – التلفزيون السعودي 2011
- ممثل في بابا فرحان (مسلسل) الجزء التاسع – التلفزيون السعودي
- مقدم برامج (أزهار للصغار) – التلفزيون السعودي
- مسلسل إذاعي (يا رحلة ما تمت) -- مركز تلفزيون الشرق الأوسط (2013)
- مسلسل سوبر محصل - روتانا خليجية 2015
- شباب البومب الجزء الرابع.
- سيلفي (مسلسل) - 2015 - MBC[6]
- سيلفي (مسلسل) - 2016 - MBC
- حارة الشيخ (مسلسل) - 2016 - MBC
- سيلفي (مسلسل) - 2017 - MBC
- مسلسل عوض أب عن جد - 2018- MBC
- مقدم برنامج جوائز السعودية - 2018 - SBC[7]
- مسلسل هايبر لوب - 2019 - MBC
- مسلسل مخرج 7 - 2020 - MBC[4][8]
- مسلسل مليار ريال - 2020 - SBC[9]
- مقدم برنامج (اسأل السعودية) 2021. القناة السعودية الأولى.[10]

### المسلسلات في بجمهورية مصر العربية
- 2022: مهمة مش مهمة
- إعلانات تجارية لقنوات خاصة
- فيلم سينمائي (شبه منحرف) – بطولة/ رامز جلال – حسن حسني
- فيلم سينمائي (دكتور سيليكون) – بطولة/ عبد الله الكاتب – نرمين الفقي
- مسلسل (حمدلله عالسلامة) – بطولة/حسن حسني – طارق لطفي – إنتاج (2007)
- مسلسل (طريق الخوف) – بطولة/حسن حسني – غادة عبد الرازق – إنتاج (2008)
- مسلسل (سقوط الخلافة) – بطولة/ عباس النوري – عبد الرحمن أبو زهرة – إنتاج (2010)

### أعماله (المسرحية) بجمهورية مصر العربية
- مسرحية (مأساة الحلاج) - مسرحية شعرية - من تأليف/ الشاعر المصري صلاح عبد الصبور وإخراج /الممثل المصري أ.د خليل مرسي تم عرضها في المهرجان الثاني لمسرح المتخصصين بـ جامعة عين شمس 2010
- مسرحية (بعد أن يموت الملك) – تأليف / الشاعر المصري صلاح عبد الصبور وإخراج /المخرج والممثل المصري أ.د خليل مرسي تم عرضها بجامعة 6 أكتوبر 2010
- مسرحية (الفخ) – تأليف/ الكاتب المصري ألفريد فرج وإخراج/ المخرج والممثل المصري د. سامي عبد الحليم تم عرضها بجامعة 6 أكتوبر 2009
- مسرحية (الذباب والندم) – تأليف/ الفيلسوف والروائي والكاتب المسرحي الفرنسي جان بول سارتر وإخراج / المخرج والممثل المصري د. سناء شافع تم عرضها بجامعة 6 أكتوبر 2010
- مسرحية (عائلة صابر) – إخراج/ المخرج والممثل المصري د. أحمد عبد الحليم تم عرضها بجامعة 6 أكتوبر 2010

المشاركة في مهرجان (القراءة المسرحية) مع وزارة الثقافة – المجلس الأعلى للثقافة – المركز القومي لثقافة الطفل بجمهورية مصر العربية 2010

### بعض أعماله على (اليوتيوب) في السعودية
- برنامج نص الجبهة
- مسلسل قروشة
- برنامج بمبي
- برنامج سبرايت
- برنامج معالي الفقير
- مسلسل كاش